# Ulica Ignacego Paderewskiego w Wodzisławiu Śląskim
Ulica Ignacego Paderewskiego w Wodzisławiu Śląskim – historyczna ulica łącząca osiedle Zawada z Pszowem. Już na mapach Śląska z początku XX w. widnieje ślad tej ulicy.
Jeszcze przed II wojną światową ulica była nieutwardzona. W okresie PRL-u drogę wyasfaltowano. W tym czasie była drogą wojewódzką. Do 1973 roku nosiła nazwę Pszowska. Po włączeniu Zawady do Pszowa nazwę zmieniono na obecną. Rozpoczyna się od skrzyżowania z ulicą Młodzieżową i biegnie obok zakładów wyrobu wód mineralnych „Zawadzianka”, następnie zabytkowego kościoła Podwyższenia Krzyża Świętego, Zabytkowej kaplicy z końca XVIII w. aż do granicy miasta z Pszowem.
Chociaż nie ma znaczenia tranzytowego, łączy dwa ważne ciągi komunikacyjne: drogę wojewódzką nr 936 z drogą  wojewódzką nr 933. Do 1995 roku była jedną z dłuższych ulic w Wodzisławiu i mierzyła 3,2 km, jednak po odłączeniu się Pszowa ulica ta ma tylko 798 m, dlatego jest dosyć charakterystyczna, gdyż numeracja tej ulicy zaczyna się w Pszowie, a kończy w Wodzisławiu. 
Jest drogą powiatową i łączy dzielnicę Wodzisławia – Zawadę z Pszowem.
Przy ulicy tej dominuje zabudowa jednorodzinna.

## Galeria

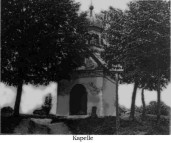
Zabytkowa Kapliczka przy obecnej ulicy Paderewskiego w 1905 r.